# 스카이댄서

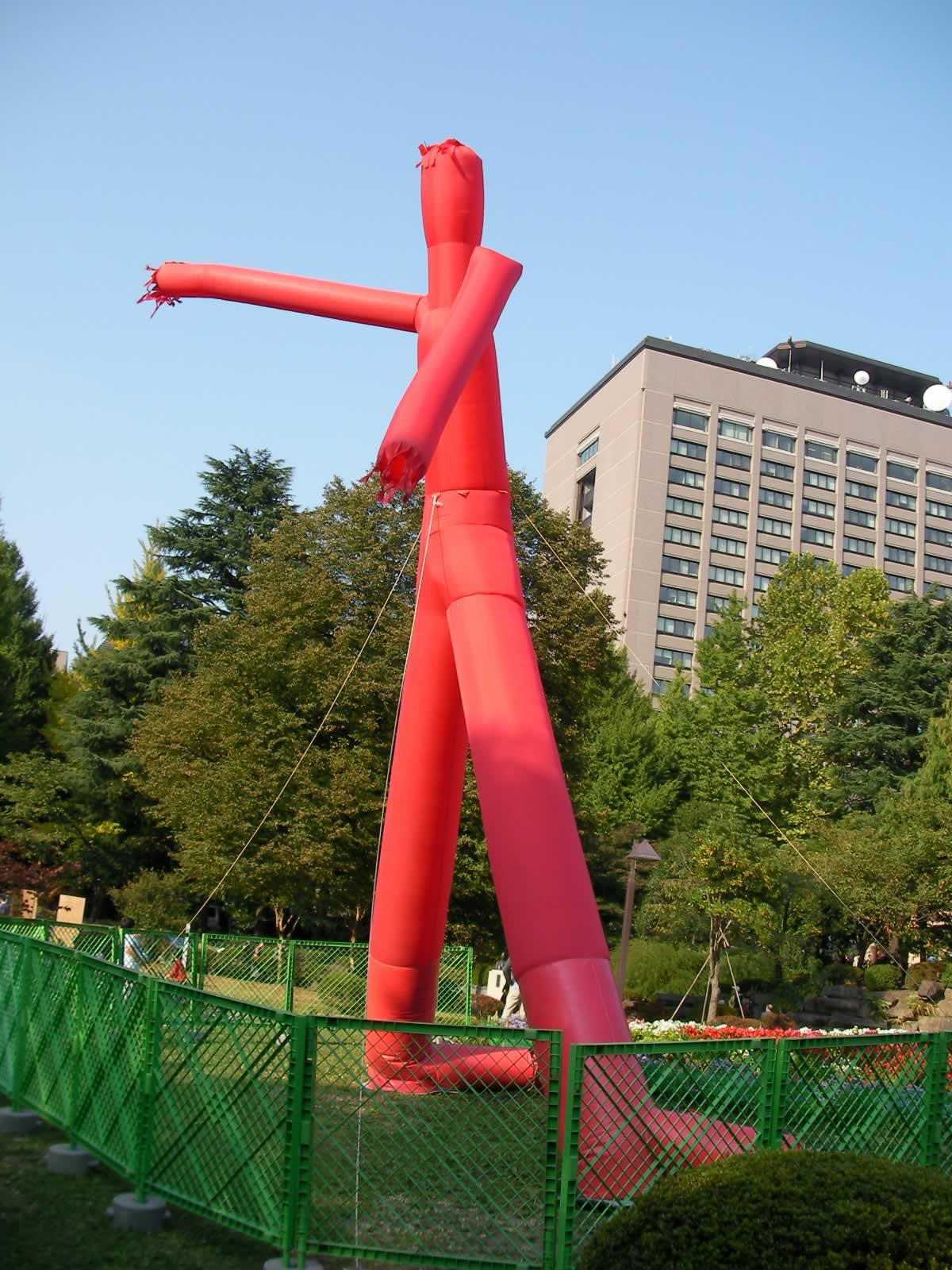
일본 센다이시의 스카이댄서

튜브맨(tube man), 스카이댄서(skydancer), 에어 댄서(air dancer)는 전동 선풍기에 연결되어 가동하는 긴 직물의 튜브로 만든 광고 상품이다. 전동 선풍기가 튜브에 공기를 보내서 튜브가 여러 방향으로 움직여 역동적인 댄스와 파도처럼 움직인다.
트리니다드 토바고 출신의 아티스트 피터 민셸이 컨셉을 고안하고, 1996년 하계 올림픽을 위해 이스라엘 아티스트 도론 가지트와 아리에 드레인저를 포함한 팀에 의해 개발되었다. 민셸은 발명 당시 톨 보이(Tall Boy)라고 불렀다. 가지트는 부풀어오르고 춤추는 인간 모양의 풍선 컨셉의 특허를 취득하고 장치를 제조·판매하는 다양한 기업에 특허 라이선스를 제공했다.